# Воля-Венцлавська
Воля-Венцлавська (пол. Wola Więcławska) — село в Польщі, у гміні Міхаловіце Краківського повіту Малопольського воєводства.
Населення — 377 осіб (2011).
У 1975-1998 роках село належало до Краківського воєводства.

## Демографія
Демографічна структура станом на 31 березня 2011 року:
|          | Загалом | Допрацездатний вік | Працездатний вік | Постпрацездатний вік |
| -------- | ------- | ------------------ | ---------------- | -------------------- |
| Чоловіки | 190     | 37                 | 137              | 16                   |
| Жінки    | 187     | 37                 | 114              | 36                   |
| Разом    | 377     | 74                 | 251              | 52                   |